# Egemen Qazaqstan
Die Egemen Qazaqstan (kasachisch Егемен Қазақстан, russisch Егемен Казакстан) ist eine regierungsamtliche, kasachischsprachige Tageszeitung in Kasachstan.

## Geschichte
Die erste Ausgabe der Egemen Qazaqstan wurde am 17. Dezember 1919 veröffentlicht. Damals erschien das Blatt unter dem Namen Uschqyn (Ұшқын) in Orenburg, der damaligen Hauptstadt der Kirgisischen Autonomie. Im Laufe ihres Bestehens änderte die Zeitung mehrmals ihren Namen. 1920 wurde sie in Jengbek tuy (Еңбек туы) umbenannt und bereits im folgenden Jahr wurde der Name in Jengbekschil qasaq (Еңбекшіл қазақ) geändert. Im Jahr 1925 verlegte die Redaktion ihren Sitz nach Ksyl-Orda. 1932 wurde sie in Sozialdy Qasaqstan (Социалды Қазақстан) umbenannt und ab 1937 hieß die Zeitung Sozialistik Qasaqstan (Социалистік Қазақстан). Vor allem in den 1930er Jahren waren viele bekannte kasachische Politiker und Schriftsteller bei der Zeitung tätig, so waren unter anderem Smaghul Säduaqassow, Muchtar Äuesow, Säken Seifullin, Turar Rysqulow, Ghabit Müssirepow und Oras Schandossow Herausgeber des Blattes gewesen.
1957 erhielt die Zeitung den Orden des Roten Banners der Arbeit verliehen. Nach der Unabhängigkeit Kasachstans 1991 änderte die Zeitung erneut ihren Namen in Egemendi Qasaqstan (Егеменді Қазақстан). Zwei Jahre später wurde nach langer Diskussion die Endung -di aus dem Namen entfernt. Im Jahr 1975 betrug die Auflage noch 150.000 Exemplare, heute liegt sie bei 83.600 am Tag.

## Inhalt
Das Blatt verbreitet offizielle Informationen über die Arbeit der staatlichen Organe, veröffentlicht Regierungsberichte und beantwortet Fragen über die Innen- und Außenpolitik des Landes.